# Kandelia
Kandelia (DC.) Wight & Arn., 1834 è un genere di piante tropicali della famiglia Rhizophoraceae, costituente delle mangrovie dell'Asia sud-orientale.

## Tassonomia
Kandelia è stato a lungo ritenuto un genere monotipico, con un'unica specie, K. candel. La specie, descritta per la prima volta in India era stata originariamente battezzata da Linneo Rhizophora candel, dal latino “candela”, in riferimento alla forma del suo ipocotile.
 
Già negli anni ottanta tuttavia era stata notata una differenza nel numero cromosomico tra le popolazioni giapponesi e quelle indiane, rispettivamente 2n=36 e 2n=38.

I risultati di recenti studi molecolari hanno definitivamente chiarito che le popolazioni più settentrionali di "K. candel"
appartenevano in realtà ad una entità differente, che è stata denominata K. obovata in riferimento alla forma delle sue foglie.

Le specie oggi riconosciute pertanto sono due:
- Kandelia candel (L.) Druce
- Kandelia obovata Sheue, Liu & Yong, 2003

## Descrizione

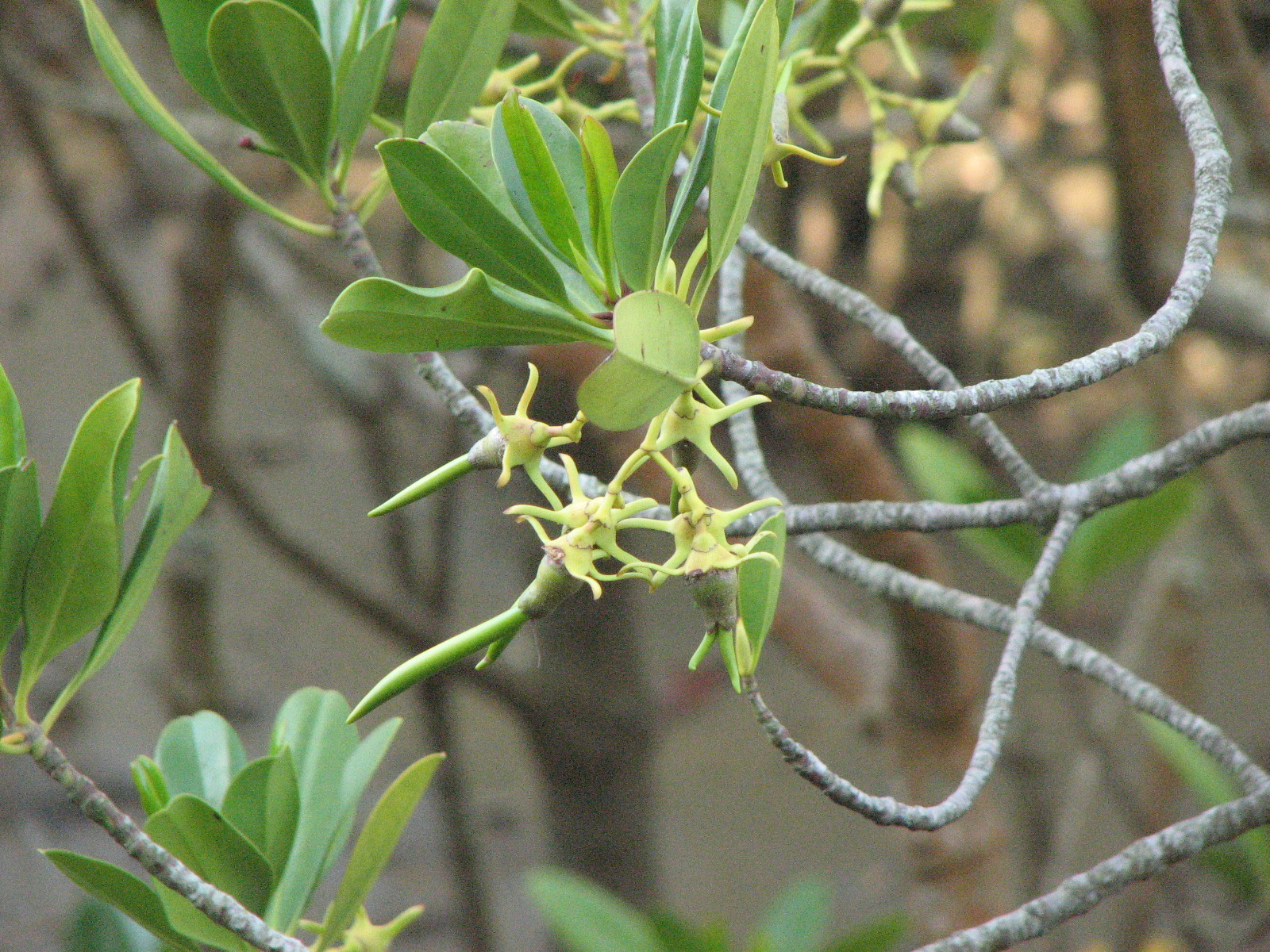
Frutti di K. obovata con ipocotili

Si tratta di arbusti o piccoli alberi alti sino a 7 m, con fusto eretto, ricoperto da una corteccia liscia di colore dal grigio al bruno-rossastro.
 
Le foglie sono da oblunghe a oblungo-ovate, con 9–11 paia di venature laterali in K. candel mentre hanno una forma più ellittica o obovata, con 6–8 paia di venature in K. obovata. Hanno apice ottuso e base cuneata e sono sorrette da un corto picciolo.

I fiori sono riuniti in esili infiorescenze ascellari, lasse, con un peduncolo lungo 3–5 cm. I sepali sono di colore verdognolo in K. candel e bianchi in K. obovata.
In entrambe le specie gli stami sono numerosi e filamentosi, lunghi sino a 15 mm. Le antere sono di colore rosa pallido e lunghe sino 0.8–1.0 mm in K. candel, di un rosa decisamente più intenso e più lunghe (1.2–1.8 mm) in K.obovata.

I frutti, abbastanza simili nelle due specie, lunghi 1,5–2 cm, sono avvolti da due sepali persistenti. A maturazione sviluppano un ipocotile fusiforme, lungo sino a 40 cm.

Tra le due specie esiste anche una differenza di adattamento fisiologico al freddo: K. obovata è in grado infatti di resistere, riproducendosi ottimalmente, a temperature più rigide di quanto non faccia la sua congenere.

## Distribuzione e habitat
Il genere Kandelia ha un areale che si estende dall'India occidentale, attraverso il bacino del mar Cinese meridionale, sino al Giappone meridionale. Le popolazioni distribuite a sud e a ovest del mar Cinese meridionale (India, Birmania, Thailandia, penisola malese e Borneo settentrionale), appartengono alla specie Kandelia candel, mentre le popolazioni più settentrionali (Vietnam, Hainan, Hong Kong, Guangdong, Fujian, Taiwan e isole Ryukyu) sono state recentemente attribuite alla specie K. obovata. Di dubbia collocazione tassonomica resta la popolazione delle Filippine.
Come tutte le mangrovie tollerano un alto grado di salinità e prediligono le aree costiere in prossimità degli estuari dei fiumi.